# Minoru Suzuki
Minoru Suzuki (鈴木 実 Suzuki Minoru?) (Yokohama, Kanagawa; 17 de junio de 1968) es un artista marcial mixto y luchador profesional japonés, actualmente trabajando en New Japan Pro-Wrestling. Antes de su entrada en New Japan, ha tenido una larga y asentada carrera en All Japan Pro Wrestling, donde ha obtenido los principales títulos en parejas y dos veces el AJPW Triple Crown Heavyweight Championship. Es el líder del stable Suzuki-gun.
Suzuki es mundialmente conocido por su carrera en la empresa de artes marciales mixtas (MMA) Pancrase, de la que es cofundador al lado de Masakatsu Funaki. Es notorio por su excelencia en los estilos de shoot, catch y freestyle wrestling, habiendo sido alabado por luchadores como Josh Barnett, Bas Rutten y Ken Shamrock. Con un campeonato de Pancrase a sus espaldas, Suzuki es reconocido como uno de los mejores luchadores de MMA de Japón.
Ha sido cuatro veces campeón mundial al ser una vez Campeón Peso Pesado Británico de la RPW, una vez Campeón Peso Pesado de GHC y dos veces Campeón Mundial Peso Pesado de la Triple Corona de AJPW.

## Carrera como luchador profesional
Suzuki practicó lucha amateur en el club de su escuela superior, recibiendo más tarde un contrato de desarrollo por parte de NJPW.

### New Japan Pro-Wrestling (1988-1989)
Después de ser entrenado en el dōjō de la empresa, en el que se hizo gran amigo de Masakatsu Funaki, Suzuki debutó en New Japan Pro-Wrestling en un combate contra Takayuki Iizuka. Durante todo el año y el siguiente, Minoru lucharía numerosos combates en la NJPW, pero la mayoría de ellos como jobber y sin conseguir por ello victorias. Por ello, después del despido de Akira Maeda en 1989, Suzuki abandonó la empresa al lado de Funaki y de su mentor Yoshiaki Fujiwara, uniéndose a la nueva empresa Universal Wrestling Federation.

### UWF Newborn (1989-1990)
Durante su andadura en UWF Newborn, Suzuki afinó sus habilidades de shoot wrestling y compitió extensamente contra los principales luchadores de la época en ese campo, como Nobuhiko Takada, Yoji Anjo, Akira Maeda y varios otros. En 1991, sin embargo, UWF cerró, de modo que Fujiwara y Suzuki partieron de nuevo, esta vez para unirse a la recién creada promoción Pro Wrestling Fujiwara Gumi.

### Pro Wrestling Fujiwara Gumi (1991-1992)
Debutando en mayo en una victoria contra Kazuo Takahashi, Suzuki se convirtió rápidamente en uno de los pilares de Pro Wrestling Fujiwara Gumi, amasando una gran cantidad de victorias. Minoru entró en un feudo con Wayne Shamrock, luchando contra él en varias ocasiones. Sin embargo, a finales de 1992, Suzuki, Funaki y Takaku Fuke dejaron la empresa para dedicarse a la lucha real.

## Carrera como artista marcial mixto

### Pancrase (1993-2003)
Iniciándose en lo que en el futuro serían artes marciales mixtas, Suzuki y Masakatsu Funaki fundaron Pancrase, la segunda organización de MMA de la historia. A pesar de su poco tamaño en comparación con el resto de competidores, Suzuki se convirtió en uno de los luchadores más exitosos gracias a sus habilidades de lucha. Al igual que su compañero Funaki, Minoru gustaba de hacer énfasis en el aspecto dramático de sus combates, a menudo dejando espacio a oponentes menores para darles ventaja y así hacer más emocionante la ulterior victoria de Suzuki.
Minoru comenzó su carrera consiguiendo 7 victorias consecutivas, incluyendo una especialmente sorprendente contra el por entonces as de Pancrase, Ken Shamrock. Suzuki no perdería un solo combate hasta que se enfrentó a Bas Rutten, quien consiguió someterle con un golpe de rodilla al hígado. En 1995, Minoru ganó el torneo King of Pancrase, la segunda edición de este torneo celebrada en la promoción. Durante el resto de su carrera, Suzuki derrotaría dos veces más a Ken Shamrock, pero el desgaste producido por forzar los límites de su resistencia física y una serie de lesiones acumuladas fueron restándole destreza, y las derrotas comenzaron a abundar en su haber. Por ello, Minoru se retiró de la acción principal y se dedicó a las tareas de dirección de la empresa, luchando solo ocasionalmente. 
A lo largo de su carrera, Minoru se hizo enormemente polémico por su temperamento dentro y fuera del ring. Según algunas fuentes, Suzuki se mostraba constantemente distante hacia los luchadores extranjeros de Pancrase, y se le atribuía una notoria dureza a la hora de realizar sus tareas de entrenador, rumoreándose que dispensaba palizas y castigos físicos severos a los acólitos de la promoción.
En 2002, Suzuki tendría una aparición especial en la empresa DEEP para competir contra el luchador mexicano Solar en lo que se esperaba que fuera un enfrentamiento deportivo; sin embargo, el mexicano se vio incapaz de someter a Suzuki y terminó dando un golpe bajo al japonés para ser descalificado y rehuir así la derrota directa. El mismo año, Minoru tendría su último combate contra otro luchador profesional, la estrella de New Japan Pro-Wrestling Jushin Liger, en el que Suzuki ganó con relativa facilidad. Finalmente, en 2003, Minoru abandonó Pancrase.

## Retorno a la lucha libre profesional (2003-presente)
En 2003, después de salir de Pancrase, Suzuki y Takaku Fuke anunciaron sus planes de volver a la lucha libre profesional e (kayfabe) invadir promociones, así como ya hizo Nobuhiko Takada en su carrera en New Japan Pro-Wrestling. Durante su siguiente carrera, Suzuki presentaría el gimmick de un luchador violento e impulsivo, parcialmente basado en su misma imagen pública de los tiempos de Pancrase. El personaje de Suzuki estaba caracterizado por su arrogancia, su rápida ira y su particular sentido del humor, así como por su tendencia a reír estentóreamente en los momentos más inadecuados.

### New Japan Pro-Wrestling (2003-2005)
Suzuki comenzó a competir en New Japan Pro-Wrestling en junio, obteniendo una gran cantidad de victorias en combates y aliándose con Yoshihiro Takayama para ganar el IWGP Tag Team Championship contra Hiroyoshi Tenzan & Osamu Nishimura a principios de 2004. Takayama y él defendieron sus títulos exitosamente ante los equipos de Genichiro Tenryu & Manabu Nakanishi y Kazunari Murakami & Masahiro Chono, continuando como campeones el resto del año. Durante ese tiempo, Minoru compitió individualmente en el G1 Climax 2004, pero no consiguió ganar, a pesar de haber logrado varias victorias. También tuvo una oportunidad por IWGP Heavyweight Championship el contra Kensuke Sasaki, siendo de nuevo derrotado.
En diciembre, Yoshihiro y Minoru debieron dejar vacante el título ese mismo año debido a una lesión de Takayama. Por ello, Suzuki se alió con Kensuke Sasaki y luchó contra Hiroshi Tanahashi & Shinsuke Nakamura para recapturarlo, pero fueron derrotados. Más tarde Minoru participó, sin muchas victorias, en el G1 Climax 2005.

### Pro Wrestling NOAH (2005-2006)
En enero de 2005, Suzuki comenzó a hacer apariciones en Pro Wrestling NOAH. En su primer combate en la empresa, Minoru se enfrentó a Kenta Kobashi por el GHC Heavyweight Championship, sin lograr la victoria. Posteriormente, Minoru se alió con Naomichi Marufuji, un luchador cuyo estilo aéreo difería enormemente del suyo. A pesar de ello, el equipo resultó exitoso y ganó el GHC Tag Team Championship ante 2 Cold Scorpio & Doug Williams, reteniéndolo durante un largo tiempo antes de perderlo ante Muhammad Yone & Takeshi Morishima. Poco después, Suzuki lucharía contra Jun Akiyama por el GHC Heavyweight Championship, pero de nuevo sería derrotado.

### All Japan Pro Wrestling (2006-2011)
El 10 de marzo de 2006, Suzuki apareció en All Japan Pro Wrestling para retar a Satoshi Kojima, quien en ese momento tenía en su poder el Triple Crown Heavyweight Championship. Para conseguir una oportunidad por el título, Minoru -revelándose heel de nuevo- participó en el Champion's Carnival 2006, consiguiendo llegar a la semifinal, pero siendo eliminado entonces por Taiyo Kea. Meses después, cuando Kea hubo ganado el campeonato de manos de Kojima, Suzuki le derrotó en un combate titular para ganarlo para sí. Además, durante este tiempo, Suzuki se alió con Tokyo Gurentai (NOSAWA Rongai & MAZADA) para crear el equipo Minoru Gundan, cuyos miembros intervenían en los combates para ayudarle a ganar. A pesar de su pequeño tamaño, Minoru Gundan resistió bien contra otros grandes grupos de AJPW, Voodoo Murders (TARU, Shuji Kondo, YASSHI, Suwama & RO'Z) y RO&D (TAKA Michinoku, D'Lo Brown, Buchanan, Taiyo Kea, BLUE-K & Jamal). Más tarde, en marzo, Suzuki entró en un feudo con TAJIRI cuando este le derrotó por cuenta fuera en las semifinales del Champion's Carnival 2007, ya que Suzuki estaba tan ocupado golpeándole con una silla que no reparó en que TAJIRI le había atado un pie a la valla de fuera del ring, y no logró desatar el nudo a tiempo de volver. Para más inri, TAJIRI robó su título y exigió un combate por él, pero esta vez Minoru le derrotó y retuvo el campeonato. Suzuki retuvo el título hasta agosto, cuando lo perdió ante Kensuke Sasaki.
Tras la pérdida del campeonato, NOSAWA dejó Minoru Gundan y se unió a Mexican Amigos (Miguel Hayashi, Jr. & Pepe Michinoku) como "EL NOSAWA Mendoza", entrando en un feudo más bien cómico con Suzuki, cuya personalidad seria e iracunda no toleraba la nueva imagen de NOSAWA. Durante ese tiempo Minoru hizo equipo con otro luchador conocido por su carácter violento, Abdullah the Butcher, para participar en la Real World Tag League 2007, que sería ganada por Keiji Muto & Joe Doering. A mediados de diciembre, un luchador enmascarado llamado Ray Minoru se unió a Mexican Amigos y les ayudó a derrotar a Kikutaro, Ryuji Hijikata, T28 & Tatsushi Yamaguchi; sin embargo, tras la lucha, Ray se reveló -previsiblemente- como Minoru Suzuki y secuestró a NOSAWA para hacerle recordar su anterior rol.
A comienzos de 2008, Minoru hizo una aparición el día del retiro de Dory Funk, Jr., uniéndose a los comentaristas durante su combate con Kensuke Sasaki por el Triple Crown Heavyweight Championship y expresando su deseo de volver a competir por él. Por ello, Suzuki compitió en el Champion Carnival 2008, pero no obtuvo el éxito suficiente. Poco después Tokyo Gurentai (NOSAWA Rongai, MAZADA & TAKEMURA) hizo su retorno a AJPW, por lo que Suzuki volvió a reclutarles para formar su nuevo grupo, GURENTAI. El grupo admitió además a Taiyo Kea, quien se hallaba en una racha de derrotas y fue convencido por Minoru de probar suerte con ellos. La previsión de Suzuki se tornó acertada cuando él y Kea ganaron el AJPW World Tag Team Championship ante Keiji Muto & Joe Doering, después de una serie de victorias en combates por equipos. GURENTAI retuvo el título ante equipos como Osamu Nishimura & Kohei Suwama y TenKoji (Hiroyoshi Tenzan & Satoshi Kojima), participando en la Real World Tag League 2008 con la intención de ganar el otro campeonato en parejas de AJPW, el All Asia Tag Team Championship; sin embargo, una confrontación con los también heels Voodoo Murders (TARU & Hate) produjo un combate sin resultado y les alejó de la victoria. Sin arredrarse por la derrota, Suzuki -ahora con NOSAWA- reanudó la búsqueda del campeonato y, derrotando a Voodoo Murders para conseguir otra oportunidad, lo consiguió al vencer a Masanobu Fuchi & Osamu Nishimura, convirtiéndose en el primer luchador de AJPW en poseer a la vez ambos títulos en parejas.
En 2009, Minoru participó en solitario en el Champion Carnival 2009, torneo que ganó al derrotar a Kaz Hayashi en la final. Como ganador del Carnival, Suzuki obtuvo una oportunidad por el Triple Crown Heavyweight Championship contra el campeón del momento, su viejo amigo Yoshihiro Takayama, pero no logró ganar. De nuevo en el ámbito de parejas, GURENTAI retuvo sus títulos el resto del año, hasta que en septiembre perdieron el All Asia Tag Team Championship ante SMOP (Akebono & Ryota Hama). Para recuperarlo, Suzuki & Kea compitieron en el Real World Tag League 2009, pero no consiguieron la victoria; de hecho, Minoru y Taiyo perderían su otro título ante los ganadores del torneo, Keiji Muto & Masakatsu Funaki.
Comenzado 2010, Suzuki participó junto con Masakatsu Funaki en el primer Cage Match de la historia de AJPW, en el que Funaki resultó vencedor. A pesar de ello, y reavivada más que nunca la rivalidad entre ambos, Suzuki compitió y ganó en el Champion Carnival 2010 al vencer a Masakatsu en la final, consiguiendo la revancha y dando como finalizado el feudo al estrechar la mano de Funaki. La misma noche Suzuki disolvió GURENTAI, despidiendo a los miembros de Tokyo Gurentai de su alianza con él y prometiendo volver a reunirse con ellos en el futuro; días más tarde Suzuki y Yoshihiro Takayama fueron proclamados miembros honoríficos de Tokyo Gurentai en un evento organizado por ellos, bajo los nombres de SUZUKI y TAKAYAMA. De vuelta a AJPW, Suzuki compitió con Ryota Hama en un combate por el Triple Crown Heavyweight Championship, el cual ganó después de realizar un piledriver al enorme Hama. Después de ganar el campeonato, Minoru fundó el grupo Partisan Forces con Masakatsu Funaki, Taiyo Kea y Akebono, agrupándose para oponerse a Voodoo Murders, el mayor grupo heel de AJPW entonces, y a New Generation Army, el grupo de Hama. Obteniendo varias victorias en combates por equipos, el reinado de Minoru como campeón duró hasta el 29 de agosto de 2012, cuando lo perdió ante el miembro de Voodoo Murders Suwama.

### Retorno a New Japan Pro-Wrestling (2011-presente)
A mediados de 2011, Suzuki hizo su retorno a New Japan Pro-Wrestling, aliándose con Lance Archer, TAKA Michinoku y Taichi para formar el grupo Suzuki Army o Suzuki-Gun. Ese mismo año, Suzuki compitió en el G1 Climax 21. A pesar de ser uno de los más dominantes en su respectivo bloque, no logró llegar a la gran final. Ese año, Suzuki también compitió en la G1 Tag League 2011, haciendo equipo con Lance Archer. Ambos ganaron el torneo y obtuvieron una oportunidad titular por los IWGP Tag Team Championships en Power Struggle. Pero fallaron en el intento, cayendo derrotados ante el equipo Bad Intentions. Luego, el 4 de enero del 2012 Suzuki participó por primera y última vez hasta la fecha en un main event de Wrestle Kingdom, en este caso en la edición VI. Ahí retó al campeón del IWGP Championship Hiroshi Tanahashi, pero falló en hacerse con el título máximo.

### Game Changer Wrestling (2018-presente)
Desde el 2018, Suzuki ha hecho algunas apariciones esporádicas en GCW. El 5 de abril de ese año enfrentó a Matt Riddle en el show Matt Riddle's Bloodsport y lo derrotó, tras dejarlo noqueado con el Sleeper Hold. Un año después, el 4 de abril del 2019, empató por límite tiempo en un encuentro contra Josh Barnett en el show Josh Barnett's Bloodsport. En el 2021 volvió a tomar fechas con GCW y el 17 de septiembre derrotó a Jonathan Greshman en el show Highest In The Room. El 24 de septiembre y en el show Get Lost Alot, Suzuki derrotó a Homicide.

### All Elite Wrestling (2021-presente)
El 5 de septiembre del 2021, Suzuki apareció sorpresivamente en el PPV de AEW All Out 2021. Llegó justo después del combate entre Jon Moxley y Satoshi Kojima, el cual había sido ganado por Moxley. Minoru subió al ring e intercambió golpes con Moxley, para luego dejarlo inconsciente con el Gotch-Style Piledriver. Rápidamente se pactó un combate entre ambos para el AEW Dynamite del 8 de septiembre, el cual es ganado en menos de 10 minutos por Moxley. El 22 de septiembre, Suzuki en compañía de Lance Archer fueron derrotados por Moxley y Eddie Kingston. La estipulación era Lights out match y el combate fue transmitido en el AEW Rampage del 24 de septiembre. El 15 de octubre en el Buy-In de Rampage, Suzuki cayó derrotado ante Bryan Danielson.

### Impact Wrestling (2021-presente)
¡En el episodio del 14 de octubre de 2021 de Impact!, una viñeta transmitida promocionando la llegada de Suzuki a Impact Wrestling como parte de una asociación entre Impact y NJPW.

## En lucha

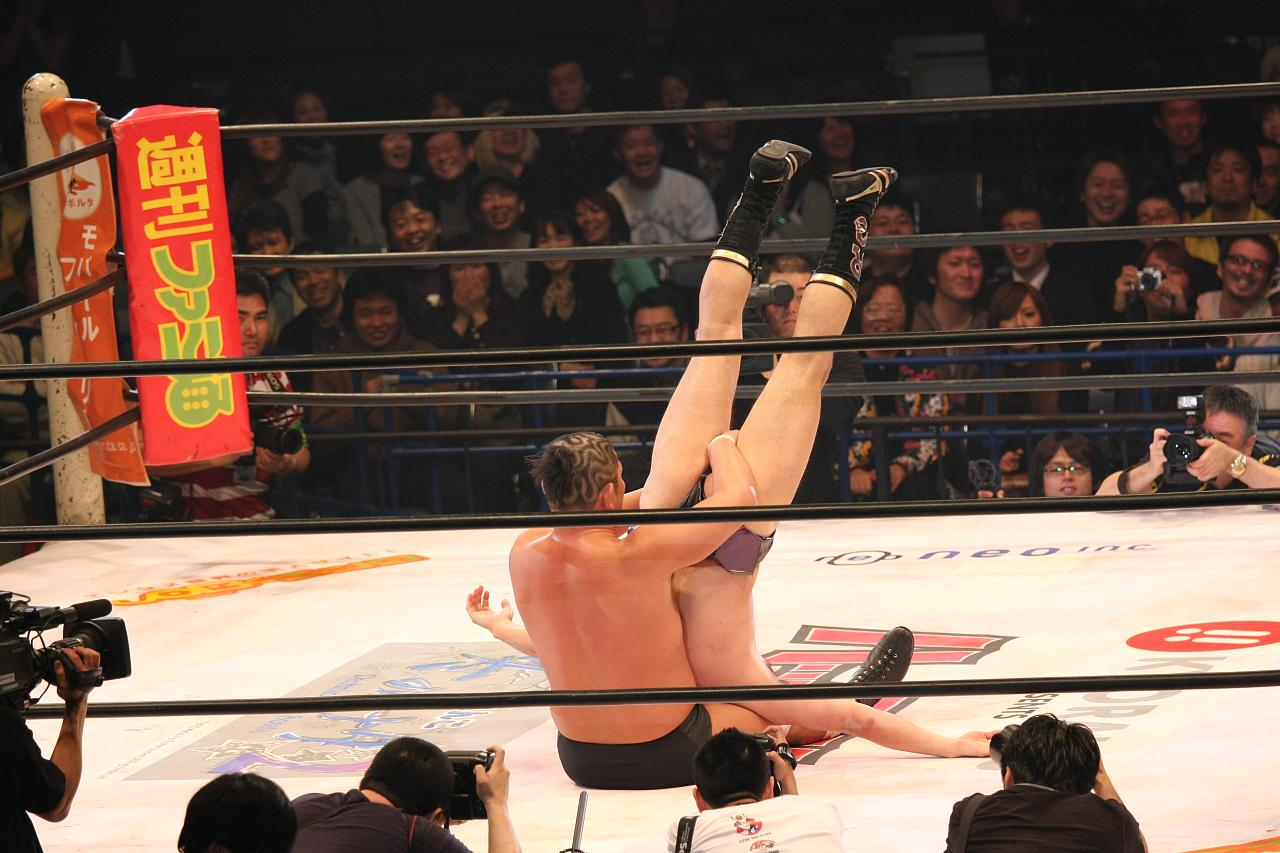
Suzuki realizando un Gotch-Style Piledriver a Real Gay.

- Movimientos finales
  - Gotch-Style Piledriver[1] (Cradle belly to back piledriver)[2]
  - Drill A Hole Piledriver[1] (Cross-arm belly to back piledriver)[2]
  - Sleeper hold[1][2]

- Movimientos de firma
  - Ankle lock[16]
  - Bridging belly to back suplex[17]
  - Camel clutch[18]
  - Cross armbar[19]
  - Cross kneelock
  - Diving double foot stomp
  - Dropkick[18]
  - Fujiwara armbar[20]
  - Guillotine choke[17]
  - Hammerlock[18]
  - Heel hook[21]
  - High-impact slap[2]
  - Inverted headlock takedown derivado en rear naked choke[2]
  - Kimura armlock[17]
  - Knee strike al estómago o al pecho del oponente[17]
  - Múltiples stiff shoot kicks a la espalda de un oponente sentado[18]
  - Octopus hold[1]
  - Reverse chinlock derivado en rear naked choke[17]
  - Rope hung cross armbar
  - Running big boot[17]
  - Running knee strike a la cara de un oponente agachado[16]
  - Single leg boston crab[21]
  - Stiff shoot kick al pecho del oponente[18]
  - Triangle choke

## Campeonatos y logros

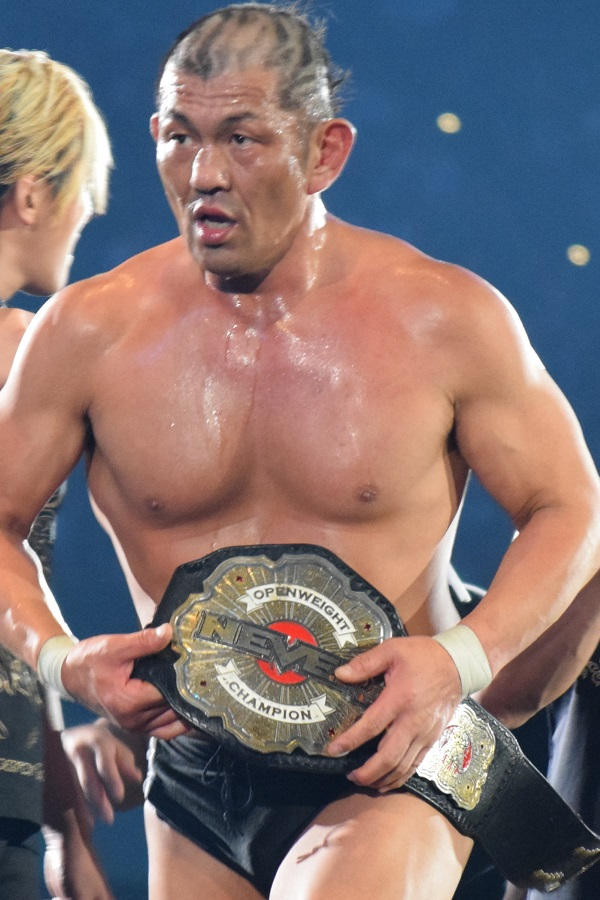
Suzuki como Campeón de Peso Abierto NEVER.

### Artes marciales mixtas
- Pancrase
  - King of Pancrase Openweight Championship (1 vez)

### Lucha libre profesional
- All Japan Pro Wrestling
  - AJPW Triple Crown Heavyweight Championship (2 veces)
  - AJPW All Asia Tag Team Championship (1 vez) – con NOSAWA Rongai
  - AJPW Unified World Tag Team Championship (1 vez) – con Taiyō Kea
  - Champion's Carnival (2009)
  - Champion's Carnival (2010)
  - Kokomi Sakura Cup (2010)

- New Japan Pro-Wrestling
  - IWGP Intercontinental Championship (1 vez)
  - IWGP Tag Team Championship (1 vez) – con Yoshihiro Takayama
  - NEVER Openweight Championship (2 veces)
  - NEVER Openweight 6-Man Tag Team Championship (1 vez) – con El Desperado & Ren Narita[22]
  - G1 Climax Tag League (2011) – con Lance Archer

- Pro Wrestling NOAH
  - GHC Heavyweight Championship (1 vez)
  - GHC Tag Team Championship (1 vez) – con Naomichi Marufuji
  - Global League (2016)

- Pro Wrestling ZERO1
  - Akebono-do Ultimate Tag Tournament (2012) - con Yoshihiro Takayama

- Revolution Pro Wrestling
  - British Heavyweight Championship (1 vez)
  - Undisputed British Tag Team Championship (1 vez) - con Zack Sabre Jr.

- Ring of Honor
  - ROH World Television Championship (1 vez)

- Toryumon
  - Premio a los servicios distinguidos (2006)[23]

- Pro Wrestling Illustrated
  - Situado en el Nº77 en los PWI 500 de 2006[24]
  - Situado en el Nº14 en los PWI 500 de 2007[25]
  - Situado en el Nº47 en los PWI 500 de 2008[26]
  - Situado en el Nº111 en los PWI 500 de 2009[27]
  - Situado en el Nº64 en los PWI 500 de 2010[28]
  - Situado en el Nº111 en los PWI 500 de 2011
  - Situado en el Nº165 en los PWI 500 de 2012
  - Situado en el Nº100 en los PWI 500 de 2013
  - Situado en el Nº209 en los PWI 500 de 2014
  - Situado en el Nº19 en los PWI 500 de 2015[29]
  - Situado en el Nº84 en los PWI 500 de 2016[30]
  - Situado en el Nº82 en los PWI 500 de 2017[31]
  - Situado en el Nº19 en los PWI 500 de 2018[32]

- Tokyo Sports
  - MVP (2006)[33]
  - Equipo del año (2004)[33] - con Yoshihiro Takayama
  - Equipo del año (2008)[33] - con Taiyō Kea
  - Premio técnico (2004)[33]

### Luchas de Apuestas
| Ganador                  | Perdedor                               | Lugar        | Evento             | Fecha              | Notas |
| ------------------------ | -------------------------------------- | ------------ | ------------------ | ------------------ | ----- |
| Hirooki Goto (cabellera) | Minoru Suzuki (cabellera y campeonato) | Tokio, Japón | Wrestle Kingdom 12 | 4 de enero de 2018 |       |

## Récords

### Artes marciales mixtas
| Resultado | Récord | Oponente           | Método                              | Evento                                               | Fecha                    | Ronda | Tiempo | Localización              | Notas |
| --------- | ------ | ------------------ | ----------------------------------- | ---------------------------------------------------- | ------------------------ | ----- | ------ | ------------------------- | ----- |
| Victoria  | 27-19  | Jushin Liger       | Sumisión (rear naked choke)         | Pancrase - Spirit 8                                  | 30 de noviembre de 2002  | 1     | 1:48   | Yokohama, Kanagawa, Japón |       |
| Victoria  | 26-19  | Solar              | Descalificación (golpe bajo)        | DEEP - 4th Impact                                    | 30 de marzo de 2002      | 1     | 2:26   | Nagoya, Aichi, Japón      |       |
| Victoria  | 25-19  | Takaku Fuke        | Sumisión (kneebar)                  | Pancrase - 2001 Anniversary Show                     | 30 de septiembre de 2001 | 1     | 5:09   | Nagoya, Aichi, Japón      |       |
| Derrota   | 24-19  | Denis Kang         | Sumisión (lesión de espalda)        | Pancrase - 2000 Anniversary Show                     | 24 de septiembre de 2000 | 1     | 3:43   | Yokohama, Kanagawa, Japón |       |
| Victoria  | 24-18  | Sean Daugherty     | Sumisión (Kimura lock)              | Pancrase - Trans 3                                   | 30 de abril de 2000      | 1     | 1:01   | Yokohama, Kanagawa, Japón |       |
| Derrota   | 23-18  | Sanae Kikuta       | Sumisión (triangle choke)           | Pancrase - Breakthrought 11                          | 18 de diciembre de 1999  | 1     | 2:39   | Yokohama, Kanagawa, Japón |       |
| Derrota   | 23-17  | Osami Shibuya      | TKO (lesión de cadera)              | Pancrase - Advance 12                                | 19 de diciembre de 1999  | 1     | 2:31   | Urayasu, Japón            |       |
| Derrota   | 23-16  | Omar Bouiche       | Sumisión (rear naked choke)         | Pancrase - Advance 10                                | 26 de octubre de 1998    | 1     | 0:45   | Tokio, Japón              |       |
| Derrota   | 23-15  | Kazuo Takahashi    | TKO (puñetazos)                     | Pancrase - 1998 Anniversary Show                     | 14 de septiembre de 1998 | 1     | 8:06   | Tokio, Japón              |       |
| Derrota   | 23-14  | Takaku Fuke        | Decisión (pérdida de puntos)        | Pancrase - Advance 8                                 | 21 de junio de 1998      | 1     | 10:00  | Kobe, Hyogo, Japón        |       |
| Victoria  | 23-13  | John Lober         | Decisión (pérdida de puntos)        | Pancrase - Advance 7                                 | 2 de junio de 1998       | 1     | 15:00  | Tokio, Japón              |       |
| Victoria  | 22-13  | Tony Rojo          | Decisión (unánime)                  | Pancrase - Advance 5                                 | 26 de abril de 1998      | 2     | 3:00   | Tokio, Japón              |       |
| Victoria  | 22-13  | Kosei Kubota       | Sumisión                            | Pancrase - Advance 4                                 | 18 de marzo de 1998      | 1     | 1:38   | Yokohama, Kanagawa, Japón |       |
| Derrota   | 21-13  | Keiichiro Yamamiya | Decisión (mayoría)                  | Pancrase - Advance 3                                 | 1 de marzo de 1998       | 1     | 20:00  | Kobe, Hyogo, Japón        |       |
| Derrota   | 21-12  | Semmy Schilt       | KO (rodillazo)                      | Pancrase - Advance 1                                 | 16 de enero de 1998      | 1     | 9:52   | Tokio, Japón              |       |
| Derrota   | 21-11  | Keiichiro Yamamiya | Decisión (pérdida de puntos)        | Pancrase - 1997 Anniversary Show                     | 6 de septiembre de 1997  | 1     | 20:00  | Urayasu, Japón            |       |
| Victoria  | 21-10  | Jagjit Singh       | KO (puñetazos)                      | Pancrase - Alive 6                                   | 18 de junio de 1997      | 1     | 0:21   | Tokio, Japón              |       |
| Victoria  | 20-10  | Joel Sutton        | Sumisión                            | Pancrase - Alive 6                                   | 24 de mayo de 1997       | 1     | 0:48   | Kobe, Hyogo, Japón        |       |
| Victoria  | 19-10  | Takafumi Ito       | Decisión (mayoría)                  | Pancrase - Truth 7                                   | 8 de octubre de 1996     | 1     | 10:00  | Nagoya, Aichi, Japón      |       |
| Derrota   | 18-10  | Jason DeLucia      | KO (palmazo)                        | Pancrase - 1996 Anniversary Show                     | 7 de septiembre de 1996  | 1     | 4:58   | Urayasu, Japón            |       |
| Derrota   | 18-9   | Vernon White       | Decisión (mayoría)                  | Pancrase - 1996 Neo-Blood Tournament Round 2         | 23 de julio de 1996      | 1     | 15:00  | Tokio, Japón              |       |
| Derrota   | 18-8   | Yuki Kondo         | Decisión (pérdida de puntos)        | Pancrase - Truth 6                                   | 25 de junio de 1996      | 1     | 15:00  | Tokio, Japón              |       |
| Derrota   | 18-7   | Guy Mezger         | TKO (golpes)                        | Pancrase - Truth 5                                   | 16 de mayo de 1996       | 1     | 7:59   | Tokio, Japón              |       |
| Victoria  | 18-6   | Takaku Fuke        | Sumisión (cross armbar)             | Pancrase - Truth 2                                   | 2 de marzo de 1996       | 1     | 4:15   | Kobe, Hyogo, Japón        |       |
| Derrota   | 17-6   | Frank Shamrock     | Sumisión (kneebar)                  | Pancrase - Truth 1                                   | 28 de enero de 1996      | 1     | 22:53  | Yokohama, Kanagawa, Japón |       |
| Victoria  | 17-5   | Guy Mezger         | TKO (parada médica)                 | Pancrase - Eyes of Beast 7                           | 14 de diciembre de 1995  | 1     | 7:15   | Sapporo, Hokkaido, Japón  |       |
| Victoria  | 16-5   | Todd Medina        | Sumisión (cross armbar)             | Pancrase - Eyes of Beast 6                           | 4 de noviembre de 1995   | 1     | 1:39   | Yokohama, Kanagawa, Japón |       |
| Derrota   | 15-5   | Bas Rutten         | Sumisión (guillotine choke)         | Pancrase - 1995 Anniversary Show                     | 1 de septiembre de 1995  | 1     | 15:35  | Tokio, Japón              |       |
| Victoria  | 15-4   | Jason DeLucia      | Sumisión (guillotine choke)         | Pancrase - 1995 Neo-Blood Tournament Opening Round   | 22 de julio de 1995      | 1     | 9:23   | Yokohama, Kanagawa, Japón |       |
| Victoria  | 14-4   | Larry Papadopoulos | Sumisión (guillotine choke)         | Pancrase - Eyes of Beast 5                           | 22 de julio de 1995      | 1     | 8:34   | Sapporo, Hokkaido, Japón  |       |
| Victoria  | 13-4   | Ken Shamrock       | Sumisión (kneebar)                  | Pancrase - Eyes of Beast 4                           | 13 de mayo de 1995       | 1     | 2:14   | Urayasu, Japón            |       |
| Derrota   | 12-4   | Frank Shamrock     | Sumisión                            | Pancrase - Eyes of Beast 3                           | 8 de abril de 1995       | 1     | 3:23   | Nagoya, Aichi, Japón      |       |
| Victoria  | 12-3   | Gregory Smit       | Sumisión (rear naked choke)         | Pancrase - Eyes of Beast 2                           | 10 de marzo de 1995      | 1     | 9:10   | Yokohama, Kanagawa, Japón |       |
| Derrota   | 11-3   | Manabu Yamada      | Sumisión (cross armbar)             | Pancrase - King Of Pancrase Tournament Second Round  | 17 de diciembre de 1994  | 1     | 14:46  | Tokio, Japón              |       |
| Victoria  | 11-2   | Jason DeLucia      | Sumisión                            | Pancrase - King of Pancrase Tournament Opening Round | 16 de diciembre de 1994  | 1     | 2:04   | Tokio, Japón              |       |
| Victoria  | 10-2   | Matt Hume          | Decisión (pérdida de puntos)        | Pancrase - King of Pancrase Tournament Opening Round | 16 de diciembre de 1994  | 1     | 10:00  | Tokio, Japón              |       |
| Derrota   | 9-2    | Masakatsu Funaki   | Sumisión técnica (rear naked choke) | Pancrase - Road to the Championship 5                | 15 de octubre de 1994    | 1     | 1:51   | Tokio, Japón              |       |
| Victoria  | 9-1    | Todd Bjornethun    | Sumisión (cross armbar)             | Pancrase - Road to the Championship 4                | 1 de noviembre de 1994   | 1     | 3:11   | Tokio, Japón              |       |
| Victoria  | 8-1    | Remco Pardoel      | KO (rodillazo)                      | Pancrase - Road to the Championship 3                | 26 de julio de 1994      | 1     | 7:16   | Tokio, Japón              |       |
| Derrota   | 7-1    | Bas Rutten         | KO (rodillazo)                      | Pancrase - Road to the Championship 2                | 6 de julio de 1994       | 1     | 3:43   | Tokio, Japón              |       |
| Victoria  | 7-0    | Maurice Smith      | Sumisión (cross armbar)             | Pancrase - Road to the Championship 1                | 31 de mayo de 1994       | 3     | 0:36   | Tokio, Japón              |       |
| Victoria  | 6-0    | Thomas Puckett     | Sumisión (cross armbar)             | Pancrase - Pancrash! 3                               | 21 de abril de 1994      | 1     | 1:43   | Osaka, Japón              |       |
| Victoria  | 5-0    | Takaku Fuke        | Sumisión (cross armbar)             | Pancrase - Pancrash! 2                               | 21 de marzo de 1994      | 1     | 6:31   | Nagoya, Aichi, Japón      |       |
| Victoria  | 4-0    | Ken Shamrock       | Sumisión (heel hook/kneebar)        | Pancrase - Pancrash! 1                               | 19 de enero de 1994      | 1     | 7:37   | Yokohama, Kanagawa, Japón |       |
| Victoria  | 3-0    | James Matthews     | Sumisión (Kimura lock)              | Pancrase - Yes, We Are Hybrid Wrestlers 4            | 8 de diciembre de 1993   | 1     | 0:58   | Hakata, Fukuoka, Japón    |       |
| Victoria  | 2-0    | Vernon White       | Sumisión (crooked headscissors)     | Pancrase - Yes, We Are Hybrid Wrestlers 2            | 14 de octubre de 1993    | 1     | 2:36   | Nagoya, Aichi, Japón      |       |
| Victoria  | 1-0    | Katsuomi Inagaki   | Sumisión (rear naked choke)         | Pancrase - Yes, We Are Hybrid Wrestlers 1            | 21 de septiembre de 1993 | 1     | 3:25   | Urayasu, Japón            |       |

### Luchas de reglas mixtas
| Resultado | Récord | Oponente      | Método                      | Evento                  | Fecha                   | Ronda | Tiempo      | Localización             | Notas |
| --------- | ------ | ------------- | --------------------------- | ----------------------- | ----------------------- | ----- | ----------- | ------------------------ | ----- |
| Victoria  | 1-1    | Lawi Nabataya | Sumisión (rear naked choke) | PWFG Hataage Dai-yonsen | 23 de agosto de 1991    | 1     | Desconocido | Sapporo, Hokkaido, Japón |       |
| Derrota   | 0-1    | Maurice Smith | KO (puñetazo)               | UWF U-Cosmos            | 29 de noviembre de 1989 | 4     | 1:05        | Tokio, Japón             |       |

### Grappling
| Resultado | Récord | Oponente       | Método             | Evento                      | Fecha                | Ronda | Tiempo | Localización | Notas |
| --------- | ------ | -------------- | ------------------ | --------------------------- | -------------------- | ----- | ------ | ------------ | ----- |
| Victoria  | 1-0    | Takashi Iizuka | Decisión (unánime) | Pancrase - 10th Anniversary | 31 de agosto de 2003 | 2     | 5:00   | Tokio, Japón |       |

### Kickboxing
| Resultado | Récord | Oponente      | Método         | Evento                                    | Fecha                  | Ronda | Tiempo | Localización       | Notas |
| --------- | ------ | ------------- | -------------- | ----------------------------------------- | ---------------------- | ----- | ------ | ------------------ | ----- |
| Derrota   | 0-1    | Maurice Smith | KO (puñetazos) | Pancrase - Yes, We Are Hybrid Wrestlers 3 | 8 de noviembre de 1993 | 1     | 2:36   | Kobe, Hyogo, Japón |       |